# Bezirk Eisenstadt-Umgebung
Der Bezirk Eisenstadt-Umgebung (ungarisch Kismartoni járás) ist ein politischer Bezirk des  Burgenlandes

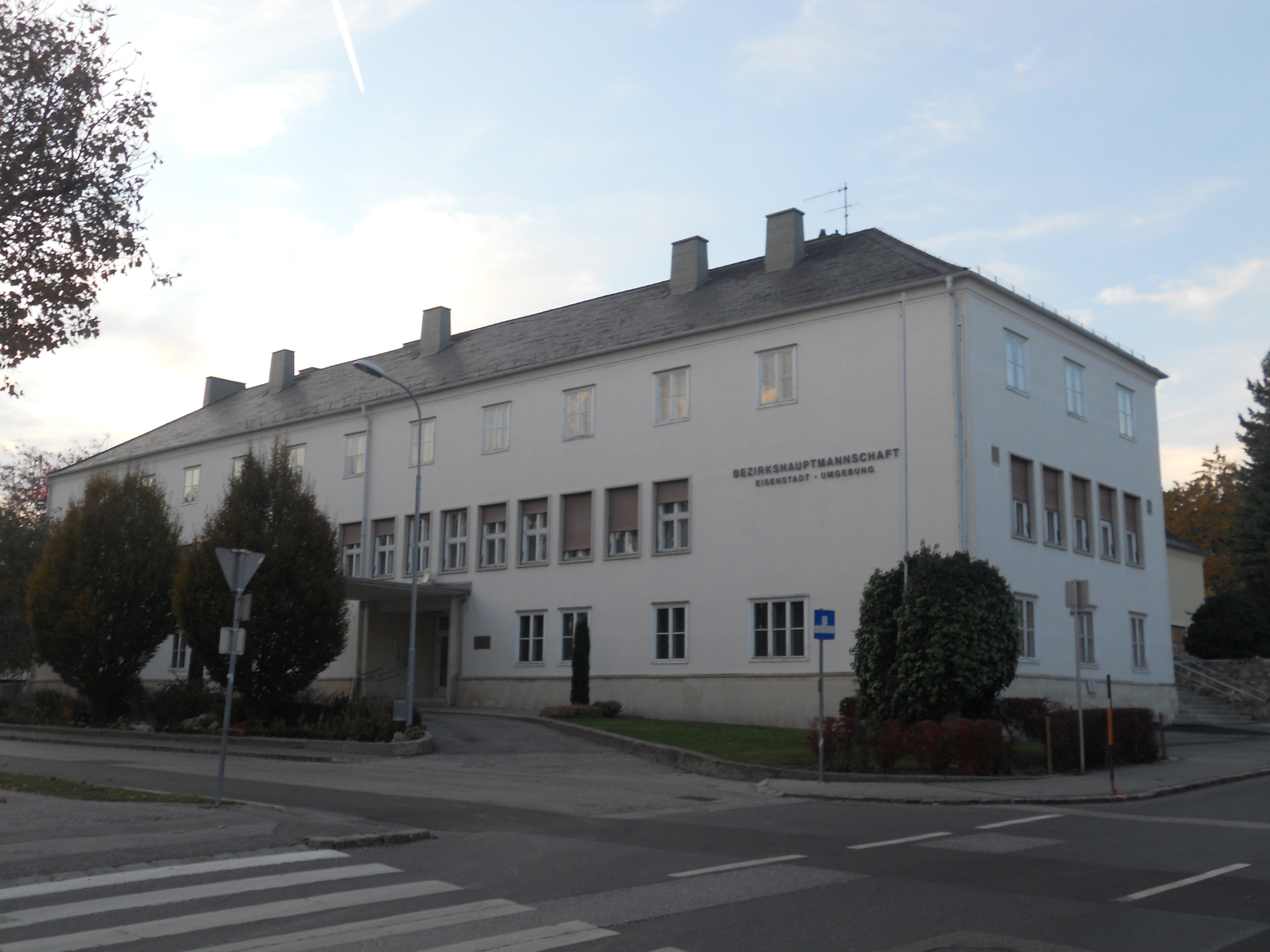
Sitz der Bezirkshauptmannschaft Eisenstadt-Umgebung in Eisenstadt

Durch die Nähe zum Neusiedler See ist der Bezirk touristisch geprägt. Mörbisch und St. Margarethen sind wichtige Festivalorte. Die Freistadt Eisenstadt ist als Landeshauptstadt das Zentrum der politischen Verwaltung sowohl des Bezirkes Eisenstadt-Umgebung als auch des Landes Burgenland.

## Bezirkshauptleute
Mit 1. Oktober 2022 übernahm Birgit Wagner die Leitung der Bezirkshauptmannschaft Eisenstadt-Umgebung. Sie folgte in dieser Funktion Franziska Auer nach, die mit 30. September 2022 in den Ruhestand trat.

## Angehörige Gemeinden
Der Bezirk Eisenstadt-Umgebung umfasst 23 Gemeinden, darunter zwei Stadt- und zehn Marktgemeinden.

| Gemeinde                        | ungarisch         | kroatisch           | Lage | Ew    | km²   | Ew / km² | Gerichtsbezirk | Region | Typ             | Foto | Metadaten         |
| ------------------------------- | ----------------- | ------------------- | ---- | ----- | ----- | -------- | -------------- | ------ | --------------- | ---- | ----------------- |
| Breitenbrunn am Neusiedler See  | Fertőszéleskút    | -                   |      | 1.909 | 25,75 | 74       | Eisenstadt     |        | Markt- gemeinde | ja   | Gem.Kennz.: 10301 |
| Donnerskirchen                  | Fertőfehéregyháza |                     |      | 1.881 | 33,87 | 56       | Eisenstadt     |        | Markt- gemeinde | ja   | Gem.Kennz.: 10302 |
| Großhöflein                     | Nagyhöflány       |                     |      | 2.091 | 14,25 | 147      | Eisenstadt     |        | Markt- gemeinde | ja   | Gem.Kennz.: 10303 |
| Hornstein                       | Szarvkő           | Vorištan            |      | 3.312 | 37,07 | 89       | Eisenstadt     |        | Markt- gemeinde | ja   | Gem.Kennz.: 10304 |
| Klingenbach                     | Kelénpatak        | Klimpuh             |      | 1.260 | 4,83  | 261      | Eisenstadt     |        | Gemeinde        | ja   | Gem.Kennz.: 10305 |
| Leithaprodersdorf               | Lajtapordány      | Mađarski Proderštof |      | 1.242 | 18,95 | 66       | Eisenstadt     |        | Gemeinde        | ja   | Gem.Kennz.: 10306 |
| Loretto                         | Lorettom          |                     |      | 522   | 2,38  | 219      | Eisenstadt     |        | Markt- gemeinde | ja   | Gem.Kennz.: 10320 |
| Mörbisch am See                 | Fertőmeggyes      |                     |      | 2.213 | 28,05 | 79       | Eisenstadt     |        | Gemeinde        | ja   | Gem.Kennz.: 10307 |
| Müllendorf                      | Szárazvám         | Melindof            |      | 1.466 | 12,80 | 115      | Eisenstadt     |        | Gemeinde        | ja   | Gem.Kennz.: 10308 |
| Neufeld an der Leitha           | Lajtaújfalu       | Novo Selo           |      | 3.621 | 4,29  | 843      | Eisenstadt     |        | Stadt- gemeinde | ja   | Gem.Kennz.: 10309 |
| Oggau am Neusiedler See         | Oka               | Cokula              |      | 1.702 | 52,19 | 33       | Eisenstadt     |        | Markt- gemeinde | ja   | Gem.Kennz.: 10310 |
| Oslip                           | Oszlop            | Uzlop               |      | 1.290 | 17,83 | 72       | Eisenstadt     |        | Gemeinde        | ja   | Gem.Kennz.: 10311 |
| Purbach am Neusiedler See       | Feketeváros       |                     |      | 3.017 | 45,84 | 66       | Eisenstadt     |        | Stadt- gemeinde | ja   | Gem.Kennz.: 10312 |
| Sankt Margarethen im Burgenland | Szentmargitbánya  | Margareta           |      | 2.710 | 26,54 | 102      | Eisenstadt     |        | Markt- gemeinde | ja   | Gem.Kennz.: 10313 |
| Schützen am Gebirge             | Sérc              |                     |      | 1.447 | 21,20 | 68       | Eisenstadt     |        | Gemeinde        | ja   | Gem.Kennz.: 10314 |
| Siegendorf                      | Cinfalva          | Cindrof             |      | 3.247 | 23,06 | 141      | Eisenstadt     |        | Markt- gemeinde | ja   | Gem.Kennz.: 10315 |
| Steinbrunn                      | Büdöskút          | Štikapron           |      | 3.028 | 15,36 | 197      | Eisenstadt     |        | Markt- gemeinde | ja   | Gem.Kennz.: 10316 |
| Stotzing                        | Lajtaszék         |                     |      | 832   | 12,91 | 64       | Eisenstadt     |        | Gemeinde        | ja   | Gem.Kennz.: 10321 |
| Trausdorf an der Wulka          | Darázsfalu        | Trajštof            |      | 2.156 | 15,44 | 140      | Eisenstadt     |        | Gemeinde        | ja   | Gem.Kennz.: 10317 |
| Wimpassing an der Leitha        | Vimpác            |                     |      | 1.741 | 7,91  | 220      | Eisenstadt     |        | Gemeinde        | ja   | Gem.Kennz.: 10318 |
| Wulkaprodersdorf                | Vulkapordány      | Vulkaprodrštof      |      | 1.947 | 12,22 | 159      | Eisenstadt     |        | Markt- gemeinde | ja   | Gem.Kennz.: 10319 |
| Zagersdorf                      | Zárány            | Cogrštof            |      | 1.138 | 7,30  | 156      | Eisenstadt     |        | Gemeinde        | ja   | Gem.Kennz.: 10323 |
| Zillingtal                      | Völgyfalu         | Celindof            |      | 1.020 | 13,10 | 78       | Eisenstadt     |        | Gemeinde        | ja   | Gem.Kennz.: 10322 |

## Bevölkerungsentwicklung

### Gemeindeänderungen seit 1945
- 1. Jänner 1959: Umbenennung der Gemeinde Stinkenbrunn in Steinbrunn
- 1. Jänner 1971: Auflösung der Gemeinden Leithaprodersdorf, Loretto und Stotzing – Zusammenschluss zur Gemeinde Leithaprodersdorf; revidiert am 1. Jänner 1990
- 1. Jänner 1971: Auflösung der Gemeinden Siegendorf im Burgenland und Zagersdorf – Zusammenschluss zur Gemeinde Siegendorf im Burgenland; revidiert am 1. Jänner 1992
- 1. Jänner 1971: Auflösung der Gemeinden Steinbrunn und Zillingtal – Zusammenschluss zur Gemeinde Steinbrunn-Zillingtal; revidiert am 1. Jänner 1991
- 1. Jänner 1971: Umgliederung der Gemeinden Kleinhöflein im Burgenland und Sankt Georgen am Leithagebirge in die Statutarstadt Eisenstadt
- 1. März 1994: Umbenennung der Gemeinde Oggau in Oggau am Neusiedler See
- 27. Jänner 2010: Umbenennung der Gemeinde Breitenbrunn in Breitenbrunn am Neusiedler See